# Mote
Een mote is een zeer kleine minicomputer, zo groot als een 50 eurocent-muntstuk, die eigenhandig kan werken en communiceren en in een netwerk informatie kan opvangen en verwerken.
Hieronder volgen specificaties uit 2006.
Processor (ARM):
- 12 MHz
- 64 kB RAM
- 512 kB flashgeheugen